# 오스트레일리아윗수염박쥐
오스트레일리아윗수염박쥐(Myotis australis)는 애기박쥐과 윗수염박쥐속에 속하는 박쥐이다. 오스트레일리아에서만 발견된다.

## 특징
작은 박쥐로 머리부터 몸까지 길이는 46mm, 전완장은 39mm이다. 꼬리 길이는 38mm, 발 길이는 8mm, 귀 길이는 15mm이다. 털은 짧고 무성하다. 등 쪽의 털은 갈색이고 끝이 약간 희미한 색을 띠는 반면에 배 쪽은 진한 갈색이다.